# Giovannella Grifeo
Giovannella Grifeo (Roma, 26 ottobre 1957) è un'attrice italiana.

## Biografia
Attrice molto attiva durante gli anni 1970 e 1980 collaborò soprattutto con Luigi Magni, fra i suoi ruoli più importanti Teresa in In nome del Papa Re e la principessa Olimpia in Arrivano i bersaglieri. Oltre al cinema si è dedicata anche alla televisione con ruoli minori.

## Filmografia

### Cinema
- L'albero dalle foglie rosa, regia di Armando Nannuzzi (1974)
- Professore venga accompagnato dai suoi genitori, regia di Mino Guerrini (1974)
- L'ultimo giorno di scuola prima delle vacanze di Natale, regia di Gian Vittorio Baldi (1975)
- L'undicesimo comandamento (Das Netz), regia di Manfred Purzer (1975)
- Quelle strane occasioni, episodio Il cavalluccio svedese, regia di Luigi Magni (1976)
- Signore e signori, buonanotte, registi vari (1976)
- In nome del Papa Re, regia di Luigi Magni (1977)
- La morte al lavoro, regia di Gianni Amelio (1978)
- L'ingorgo, regia di Luigi Comencini (1979)
- Arrivano i bersaglieri, regia di Luigi Magni (1980)
- Fuga dal Bronx, regia di Enzo G. Castellari (1983)
- Pianoforte, regia di Francesca Comencini (1984)

### Televisione
- Le scarpette bianche, regia di Giorgio Pelloni – film TV (1974)
- Qui squadra mobile, regia di Anton Giulio Majano – miniserie TV (1976)
- Le nozze difficili, regia di Aldo Grimaldi – prosa TV, trasmessa dal Rete 1 il 21 giugno 1977.
- La mossa del cavallo, regia di Giacomo Colli – miniserie TV (1977)
- Mathias Sandorf, regia di Jean-Pierre Decourt – serie TV (1979-1981)
- Opération O.P.E.N., regia di Jean-Jacques Goron – serie TV (1984)